# Bernard Colombat
Bernard Colombat est un grammairien, linguiste et philologue français, né le 13 août 1948.

## Biographie
Agrégé de grammaire en 1971, il a soutenu une thèse de doctorat en 1979, ainsi qu'une thèse de doctorat d'État en 1991.
Il a été successivement professeur à l'Université de Grenoble, à l'École normale supérieure de Lyon, ainsi qu'à l'Université Paris Diderot, devenue Université Paris-Cité.
Il est chercheur au laboratoire Histoire des théories linguistiques du CNRS, ainsi que professeur émérite de l'Université Paris-Cité.

## Distinctions
- Prix Jean-Charles Perrot de l’Académie des inscriptions et belles-lettres, avec Geneviève Clerico et Pierre Lardet, 2019.

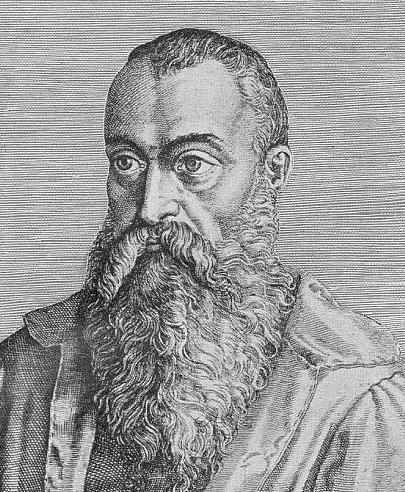
Jules César Scaliger.

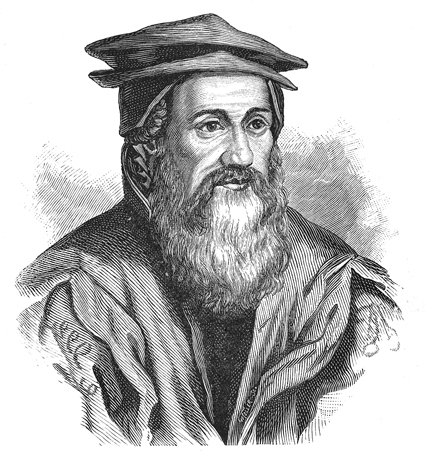
Conrad Gessner (1516-1565).

- Prix Honoré Chavée de l'Académie des inscriptions et belles-lettres, 2001.

## Publications
- De recta pronuntiatione Latini Graecaeque linguae, d’Érasme, traduction par Jacques Chomarat, édition avec Christine Bénévent, Geneviève Clerico et Colette Nativel, Genève, Droz, 482 pages, 2024.
- Grammaire générale et raisonnée, d’Antoine Arnauld et Claude Lancelot, édition critique, avec Jean-Marie Fournier, Paris, Garnier, 613 pages, 2023.
- La latinité injustement soupçonnée, suivi de Dissertation sur la latinité de Plaute, de Henri Estienne, introduction, texte latin et traduction, avec Danielle Trudeau, Christian Barataud et Bernard Moreux, Paris, 807 pages, Garnier, 2020.
- Histoire des parties du discours, direction avec Aimée Lahaussois, Leuven, Peeters, 563 pages, 2019.
- Histoire des langues et histoire des représentations linguistiques, direction avec Bernard Combettes, Gilles Siouffi et Valérie Raby, Paris, Champion, 562 pages, 2018.
- Des causes de la langue latine, de Jules César Scaliger, introduction, texte latin et traduction, avec Pierre Lardet et Geneviève Clerico, Genève, Droz, Travaux d'Humanisme et Renaissance, 2 volumes, 2222 pages, 2018.
- Donait françois de Johan Barton, Paris, Classiques Garnier, Textes de la Renaissance, Traités sur la langue française, 225 pages, 2014.
- Vers une histoire générale de la grammaire française, matériaux et perspectives, direction avec Jean-Marie Fournier et Valérie Raby, 895 pages, Paris, Champion, 2012, réédition 2018.
- Histoire des idées sur le langage et les langues, avec Jean-Marie Fournier et Christian Puech, Paris, Klincksieck, collection « 50 questions », no 33, 277 pages, 2010[4].
- Mithridate de Conrad Gessner (1555), introduction, traduction, annotation et indexation, avec Manfred Peters, Genève, Droz, Travaux d’Humanisme et Renaissance, 592 pages, 2009.
- Transmission et refondation de la grammaire, De l’Antiquité aux Modernes de Priscien, direction avec Marc Baratin et Louis Holtz, Turnhout, Brepols, 770 pages, 2009.
- Institution de la langue française de Jean Pillot (Gallicae linguae institutio, 1561), texte latin original, introduction, traduction et notes, Paris, Champion, Textes de la Renaissance, Traités sur la langue française, 2003. Réédition, Paris, Garnier, 2023.
- Métalangage et terminologie linguistique, direction avec Marie Savelli, Louvain, Peeters, 2 volumes, 1086 pages, 2001.
- La grammaire latine en France, à la Renaissance et à l’Âge classique, théories et pédagogie 724 pages, Grenoble, Éditions de l’Université Stendhal, 1999.
- Les figures de construction dans la syntaxe latine (1500-1780), thèse pour le doctorat d’État, Université Paris Diderot, 1036 pages, 1991.
- La théorie des propositions incidentes dans la « Nouvelle Méthode Latine » de Claude Lancelot, thèse de 3ème cycle, Université de Clermont-Ferrand, 1979.

## Publications en ligne
- Grand Corpus des grammaires françaises, des remarques et des traités sur la langue (XIVème -XVIIIème siècles), direction avec Wendy Ayres-Bennett et Jean-Marie Fournier, Classiques Garnier Numérique, 2022.
- Corpus de textes linguistiques fondamentaux. lire en ligne